# Clifton Forge
Clifton Forge – miasto w Stanach Zjednoczonych, w stanie Wirginia, w hrabstwie Alleghany.